# Estação Las Heras
A Estação Las Heras é uma das estações do Metro de Buenos Aires, situada em Buenos Aires, pertencente a Linha H.
Foi inaugurada em 18 de dezembro de 2015. Localiza-se no cruzamento da Avenida Pueyrredón com a Rua Juan María Gutiérrez. Atende o bairro de Recoleta.